# Brucea tenuifolia
Brucea tenuifolia là một loài thực vật có hoa trong họ Thanh thất. Loài này được Heinrich Gustav Adolf Engler mô tả khoa học đầu tiên năm 1902.